# Зін (Німеччина)
Зін (нім. Sien) — громада в Німеччині, розташована в землі Рейнланд-Пфальц. Входить до складу району Біркенфельд. Складова частина об'єднання громад Геррштайн.
Площа — 8,47 км2. Населення становить 515 ос. (станом на 31 грудня 2020).